# ذا ليجند أوف زيلدا: ماجوراز ماسك
أسطورة زيلدا: قناع ماجورا (بالإنجليزية: The Legend of Zelda: Majora's Mask)‏ (باليابانية: ゼルダの伝説ムジュラの仮面، زيرودا نو دينسيتسو: موجورا نو كامين) هي لعبة فيديو أكشن مغامرات أنتجتها شعبة تحليل وتطوير الترفيه في شركة نينتندو على جهاز نينتندو 64. أصدرت اللعبة في اليابان يوم 27 أبريل 2000؛ وفي أمريكا الشمالية يوم 26 أكتوبر 2000؛ وأوروبا في 17 نوفمبر 2000. تم بيع ما يقرب من 314,000 نسخة من اللعبة خلال الأسبوع الأول في اليابان،  وبيع منها ثلاثة ملايين نسخة في جميع أنحاء العالم. أعيد إصدارها على نينتندو جيم كيوب كجزء من أسطورة زيلدا: نسخة الجامعين، وعلى وي فرتشويل كونسول في مناطق بال في 3 أبريل 2009؛ وفي اليابان في 7 أبريل 2009؛ وفي أمريكا الشمالية في 18 مايو 2000. هناك طبعة جديدة معززة على نينتندو 3دي إس، بعنوان أسطورة زيلدا: قناع ماجورا 3D، أصدرت في فبراير 2015.
قناع ماجورا هي اللعبة السادسة الرئيسية في أسطورة سلسلة زيلدا وثاني لعبة تستخدم رسومات ثلاثية الأبعاد، وكانت الأولى هي أسطورة زيلدا: أكرينة الزمن، والتي سبقتها مباشرة في الصدور. اعتبر النقاد هذه اللعبة أكثر «قتامة» من باقي ألعاب سلسلة زيلدا، تقع أحداث اللعبة في أرض ترمينا، وهي أرض موازية لأرض هيرول، حيث يقوم شخص يدعى فتى الجمجمة بسرقة قناع ماجورا، وهي قطعة أثرية قديمة لها قوة سحرية. وعن طريق هذا القناع، يقوم فتى الجمجمة بجعل القمر يسقط ببطء نحو ترمينا، حيث يصطدم بها بعد ثلاثة أيام. يقوم البطل لينك بالسفر مرارا إلى الماضي نحو بداية الأيام الثلاثة لايجاد وسيلة لإيقاف القمر وإنقاذ العالم.
ويرتكز اللعب على تكرار دورة الأيام الثلاثة واستخدام أقنعة مختلفة، وبعضها يسمح للينك بالتحول إلى كائنات مختلفة. يتعلم لينك عزف عدة ألحان على آلة الأكرينا، ولديها تأثيرات مختلفة مثل التحكم في مسار الوقت أو فتح ممرات إلى المعابد الأربعة، التي تخفي بداخلها عدة تحديات يجب على لينك التغلب عليها. خلافا للعبة أكرينة الزمن، فإن هذه اللعبة تتطلب حزمة موسعة بها ذاكرة إضافية لتعزيز الرسومات وبها المزيد من الشخصيات التي تظهر على الشاشة. لقيت لعبة قناع ماجورا استحسان النقاد، الذين أشادوا بالرسومات والقصة المعقدة.

## وصلات خارجية
- ذا ليجند أوف زيلدا: ماجوراز ماسك على موقع IMDb (الإنجليزية)

- Official Nintendo Japan The Legend of Zelda: Majora's Mask site
- The Legend of Zelda: Majora's Mask at Zelda.com
- The Legend of Zelda: Majora's Mask على نينتندو (أرشيفات من الأصلي على أرشيف الإنترنت)